# Rumphi
Rumphi, ist die Hauptstadt des Rumphi-Distrikts (Rumpi Boma). Rumphi ist eine Stadt mit 22.538 Einwohnern (Volkszählung 2018) in der Northern Region in Malawi. Die Stadt liegt an der M24 auf 1200 Metern Höhe am südlichen Ende des Nyika-Plateau in einem Tabakanbaugebiet. Dazu finden sich zahlreiche Trockenspeicher an den Hängen westlich der Stadt. Rumphi ist an das nationale Stromnetz angeschlossen, dessen Trasse etwas abseits der Fernstraße Mzuzu–Karonga hinter dem engen und schroffen Tal des Südlichen Rukuru über die Höhen der Viphya Mountains verläuft. Die Stadt ist der Sitz der Bezirksregierung (Rumphi District Council Office) besitzt ein Flugpiste, Grund- und Sekundarschulen, das Distrikt-Krankenhaus, einen großen zentralen Markt, verschiedene Supermärkte, jeden Samstag den größten Viehmarkt im Norden, etliche Banken, ein Jugendzentrum, viele Lodges, Campingplätze, Fußballplätze, ein großes Stadion (2018) im Osten und einen privaten Radiosender (FM-Rumphi).
Rumphi ist Verwaltungszentrum des gleichnamigen Distrikts, der 4769 km² groß ist und 169.112 Einwohner zählt (Stand 2008). Der Distrikt ist vergleichsweise dünn besiedelt. Die Siedlungsgebiete befinden sich im Westen und Süden dicht an der Distriktgrenze. Die Straßen des Distriktes sind nicht asphaltiert. Westlich der Stadt Rumphi liegt das Wildschutzgebiet Vwaza Marsh Game Reserve.